# اطلاع‌سنجی
چهار واژه کتاب سنجی، اطلاع سنجی، علم سنجی و کتابخانه سنجی، هر کدام از ترکیب واژه سنجی (متریک) با چهار واژه کتاب‌شناسی، اطلاع‌رسانی، علم، کتابخانه، به وجود آمده‌اند.
هر چهار اصطلاح، مستقیماً به دانش و روش اندازه‌گیری وابسته‌اند و کاملاً متکی بر پیدایش ایده‌های جدیدی هستند که از طریق نقل و انتقال اطلاعات و ارتباطات منظم و مداوم، رشد و یافته‌اند.

## تاریخچه و تعریف
واژه اطلاع سنجی اولین بار در ۱۹۷۹ توسط پروفسور اتوناکه رئیس مؤسسه اطلاع‌رسانی و علم سنجی بیل فلد آلمان به کار برده شد.
اطلاع سنجی حوزه‌ای است که در آن جریان گردش و رفتار اطلاعات تحلیل و اندازه‌گیری شده و روابط کمّی آن‌ها معیّن می‌گردد. به عبارت دیگر فراهم آوردن داده‌های مطمئن برای تحقیق و توسعه و سنجش عملیات سازمان‌ها، طرح‌ها، برنامه‌ها، و فعالیت‌ها
- رابطه اطلاع‌سنجی با علم‌سنجی و کتاب سنجی

1. اطلاع‌سنجی مقوله فراگیری است که کتاب سنجی و علم‌سنجی را نیز دربر می‌گیرد. اما علم‌سنجی را باید از اطلاع‌سنجی جدا دانست، علم‌سنجی زمینه‌ای برای بهکارگیری فنون اطلاع‌سنجی و کتاب سنجی است، اما تنها عامل نیست.
2. علم‌سنجی متوجه جنبه‌های کمّی حوزه مطالعاتی مشخصی است، درحالی که اطلاع‌سنجی و شاخه آن ناظر بر سنجش‌های کمّی فعالیت‌ها در تمام حوزه‌های مربوط به قلمرو فعالیت‌های انسانی است.[۱]